# Spilosoma fulvohirta
Spilosoma fulvohirta är en fjärilsart som beskrevs av Walker 1855. Spilosoma fulvohirta ingår i släktet Spilosoma och familjen björnspinnare. Inga underarter finns listade i Catalogue of Life.